# Xah Xuia
Abu l-Fawaris Jamal (o Jalal) al-Din Shah Shuja ibn Muhammad ibn Muzaffar ibn al-Mansnr ibn Hajji Khusrawi al-Khurasaní (10 de març de 1333 -9 d'octubre de 1384) fou emir muzaffàrida de Pèrsia fill i successor del fundador Mubariz al-Din Muhàmmad. El 1353 a la mort de Shah Muzaffar de Yedz, fou reconegut hereu i nomenat governador del Kirman. El 1358 quan Mubariz al-Din fou deposat i cegat pels seus fills que es van repartir els territoris, va rebre Fars i la condició de sobirà suprem, residint llavors a Siraz.

## Primers anys
Va començar estudis a set anys i el 1341/1342 amb només nou anys ja se sabia l'Alcorà. Era hàbil amb les armes. El seu pare va considerar que era mereixedor de la successió al tron.
El seu pare el va casar amb una princesa awghani, germana de l'amir Surghatmish-i-Awghanique fou la mare de tres fills mascles (els prínceps Sultan Uways, Sultan Shibli i Sultan Jahangir) i de la princesa Sultana Padishah, esposa del nebot Shah Yahya.
El 1349/1350 Qiwam al-Din Muhammad fou nomenat wazir al servei de Shah Shuja. Quiwan al-Din fou nomenat el 1351 com a qaim-maqam (virrei) de Kirman i va actuar com a conseller de Shah Shuja.
El 1352, a Riqan no gaire lluny de Bam, el seu pare el va designar com a hereu per sobre del seu germà gran Nusrat al-Din Shah Muzaffar (que va morir uns mesos després). Durant el regant del seu pare va participar en diverses accions importants, en especial en el setge i conquesta de Siraz (1353) i després en el setge i conquesta d'Esfahan del 1354 al 1356 (vegeu article Mubariz al-Din Muhàmmad). El 9 de setembre de 1354 va agafar una segona esposa de nom Khatun-i-Uzma. La primera esposa va morir dos anys després (1356).

## Pujada al poder
L'estiu del 1358 va acompanyar al pare en la conquesta de l'Azerbaidjan. Va participar en la batalla de Miyana contra Akhidjuk, en què els derrotats foren perseguits fins a Nakhitxevan on es va fer festa durant tres dies, cosa que no va agradar a Mubariz al-Din, que va renyar els seus dos fills i només va elogiar Shah Yahya que havia restat amb ell i havia combatut amb gran valor. Estava també en la retirada de Tabriz el juliol de 1358. En aquesta tornada es va tramar un complot instigar pel seu cosí Xah Sultan ben Abu Bakr, que assegurava que el pare preparava deixar cecs als fills i excloure'ls de la successió en favor de Shah Yahya (fill de Nusrat al-Din Shah Muzaffar i de Badi al-Jamal). Shah Shuja, el seu germà Shah Mahmud i Xah Sultan van acordar esperar a actuar a l'arribada a Esfahan, que es va produir el 2 d'agost de 1358. El dijous següent Xah Sultan va anar amb un servidor a casa de Shah Shuja i va informar que Mubariz s'havia assabentat del complot i que ell es disposava a fugir perquè era segur que els conspiradors serien tots castigats amb la mort. Només hi havia la possibilitat de posar en pràctica els plans abans del següent dia. Així es va decidir. Xah Sultan es va presentar a la casa de Shah Mahmud i li va explicar el mateix. Els tres van anar llavors on era Mubariz que estava ocupat llegint l'Alcorà; Mahmud va esperar fora mentre els altres dos entraven amb mitja dotzena d'homes a l'estança on era i agafaven Mubariz que no tenia a mà la seva espasa. Mubariz fou lligat. Xah Sultan aleshores va anar on era el wazir Khwaja Burhan al-Din i el va matar.

## Campanya de Kirman
Llavors va cedir al germà Shah Mahmud, Abarkuh i l'Iraq Ajemí i l'altre germà Sultan Ahmad li va concedir el govern subordinat de Kirman. El 3 de desembre de 1358 va sortir cap a Kirman per castigar els rebels awghanis i jurmes. Va passar per Bam, Jiraft i Manujan. Va derrotar els awghanis dels que va matar a gran nombre però aquests es van reagrupar i van presentar batalla, però després de lluitar van acabar demanant la pau. Els fou acordada però no van respectar la treva pactada i Shah Shuja va ordenar el saqueig de les seves possessions. Els awghanis van demanat a Khwaja Shams al-Din Muhammad d'intercedir i amb la mediació del Shaykh al-Islam (líder religiós suprem) Sadr al-Din Abdul-Aziz (un descendent de Burhan al-Aqtab Shaykh Shihab al-Din Turayashti), van aconseguir el perdó a canvi de prometre obediència. Shah Shuja va retornar aleshores a Siraz.

## Conflicte entre els germans
Poc després va començar al conflicte amb el seu germà Shah Mahmud, que es va apoderar de Yadz, on va posar com a governador a Khwaja Baha al-Din Qurji, mentre ell mateix tornava a Esfahan. Shah Yahya, el fill de Shah Muzaffar i nebot dels dos germans, estava empresonat al castell de Quhandiz però amb l'ajut de Mahmud i els seus aliats va poder capturar al governador del castell i prendre el control de la fortalesa. Shah Shuja va enviar un contingent per assetjar-lo. Finalment es va acordar una treva amb la condició de que Shah Yahya evacuaria el castell i podria retirar-se a Yadz. Shah Shuja el va tractar amb honor però a Yadz va seguir intrigant contra el seu oncle. Shah Shuja va anar a Yadz i es va aturar a Abarkuh des d'on va enviar a Yadz a Khwaja Qiwam al-Din Muhammad mentre ell restava a Abarkuh. Va córrer el rumor de que un personatge vinculat a Qiwan al-Din, de nom Abd al-Rahman Kunbani, pretenia assassinar Shah Shudja i Quiwan sense investigar el va fer matar. Yadz fou assetjada i aviat es va trobar en un destret i Shah Yahya es va haver de sotmetre al seu oncle, el qual va acceptar les seves justificacions i li va permetre seguir en el govern de Yadz. Aleshores va aixecar el setge i va retornar a la seva capital.
No va tardar gaire a anar a Qasr-i-Zard, perquè Shah Mahmud amenaçava altre cop amb rebel·lar-se. Va rebre una acusació de deslleialtat contra el seu visir Qiwam al-Din Muhammad i el sultà el va fer arrestar i castigat amb una multa però finalment va morir a causa de les tortures infringides (estiu del 1363). El seu lloc fou ocupat per Khwaja Kamal al-Din Rashidi.

## Guerra oberta
Shah Shuja va decidir atacar el seu germà Shah Mahmud, que residia a Esfahan. El va assetjar durant almenys un mes, potser dos, amb escaramusses diàries. Però Shah Mahmud va aconseguir portar a Xah Sultan i altres caps dels assetjadors a una emboscada als afores de la ciutat; Xah Sultan i el seu germà petit Amir Mubariz entre altres foren fets presoners; Amir Mubariz fou executat i Sultan Shah cegat. Això va suposar una desfeta pels assetjadors i Shah Shuja es va retirar a Shiraz. Shah Mahmud llavors va buscar l'aliança d'Uways ibn Hasan el jalayírida que governava a Tabriz, que a més era el seu sogre. Al mateix temps que Muin al-Din era enviat per segona vegada a Esfahan, Amir Mubarak-Shah Aynagh va arribar de Tabriz a Esfahan amb la missió d'incitar a Shah Mahmud a la revolta. Es van enviar reforços des de Tabriz dirigits per Amir Shaykh Ali Aynagh, Amir Sati Bahadur, Mubarakshah Duli i altres amirs com Ghiyath al-Din Shul, Salghur-shah Turkman, etc. Shah Mahmud i el seu nebot Shah Yahya es van unir a les tropes arribades i l'exèrcit reunit va sortir d'Esfahan (1363/1364).
Shah Shuja els va sortir al pas; va confiar la seva ala dreta al seu germà petit Sultan Ahmad i l'esquerra al seu fill gran Sultan Uways. Sultan Ahmad, molest per no haver estat admès al consell de guerra celebrat sota la direcció de Shah Shuja, va desertar a la nit i es va reunir amb el seu germà Shah Mahmud amb bona part dels seus soldats. Però Shah Shuja va aguantar i va presentar batalla prop de Khwansar. Després de tot el dia combatent, a la nit no hi havia un guanyador clar i Shah Shuja es va retirar a Shiraz mentre a l'exèrcit rival dispers, molts dels líders es van retirar ràpidament cap a llocs llunyans, per exemple Sayyid Humam al-Din a Esfahan, el fill d'Amir Mubarak Shah Aynagh de nom Shaykh Ali Aynagh, a Kashan, i Shah Yahya a Yazd, mentre que Shah Mahmud i Amir Shaykh Ali arribaven a Esfahan per diferents rutes i va decidir no prendre més acció fins a saber que havia passat amb l'exèrcit de Shah Shuja. Aleshores van arribar notícies que Shah Shuja s'havia retirat a Shiraz. En passar pel costat de Band-i-Amir, Shah Shuja havia confiat la fortalesa situada allí a un dels seus amirs, que era inexpert i covard i que va cedir aquell lloc fort a l'enemic tan aviat com se'l va intimar a la rendició.
Mentrestant, Shah Shuja després de romandre uns quants dies a Shiraz per tornar a equipar el seu exèrcit, va marxar de nou per cercar venjança, però va ser atacat per un dolor al peu que el va obligar a tornar.

## Rebel·lió de Dawlatshah a Kirman
Hi havia un cert Dawlatshah que havia estat fidel servent del desgraciat Qiwam al-Din, i que havia estat empresonat uns dies a l'època de l'assassinat/execució del seu mestre, però després va ser alliberat i agafat en el favor reial. Aquest home havia estat enviat per Shah Shuja a Kirman per aportar diners a Shiraz per al pagament de l'exèrcit. En arribar a Sirjan, va trobar a Sultan Shibli i Amir Surghatmish (el cap dels awghanis), que avançaven cap a Shiraz amb reforços per Shah Shuja i els va persuadir (així com a Badr al-Din, l'atabeg o guardià de Sultan Shibli) de anar amb ell a Kirman. Allí va seduir molts dels amirs i nobles minant la seva fidelitat.
Va matar a Amir Hajji el mestre de la Cavalleria (Mir-Akhur), que era governador de Kirman en nom de Shah Shuja, i a l'atabek, Badr al-Din de Sultan Shibli Hilal (el fill de Shah Shuja) i va empresonar a Sultan Shibli a Qara-i-Kuh; i va assumir el poder suprem al Kirman.
Quan aquestes notícies van arribar a Shiraz, Shah Shuja es va desanimar. En aquest moment l'exèrcit de Shah Mahmud estava davant de Shiraz i hi havia escaramusses diàries, Finalment Shah Shuja va decidir enviar el seu fill Sultan Uways a buscar a Amir Surghatmish (que es creia que encara era lleial) al Garmsir i a marxar amb ell contra Kirman per sotmetre a Dawlatshah; però no va poder fer res ja que Surghatmish no era al Garmsir sinó a la ciutat de Kirman amb Dawlatshah.

## Shah Shuja perd Shiraz
Mentrestant, el setge de Shiraz s'arrossegava fins que finalment Shah Mahmud va enviar un missatge al seu germà Shah Shuja per dir que els "amirs estrangers de Bagdad” li impedien concloure qualsevol acord de pau, però que si Shah Shuja es retirava a Abarquh durant un temps fins a poder induir els amirs estrangers a dispersar-se, es podria concloure un acord satisfactori i una justa partició del país efectuada entre ells. Shah Shuja va consentir
Es van reunir al castell de Quhandiz (en el manuscrit se l'anomena Fahandir), i Shah Mahmud va acceptar restaurar el castell de Sar-i-Band-i Amir a Shah Shuja perquè pogués anar així a Abarquh. La seva dona, Khatun-i- Uzma, i el fill petit, el sultà Zayn al-Abidin, amb l'amir Ikhtiyar al-Din Hasan Qurchi, van prendre el camí de Shulistan, mentre que el mateix Shah Shuja abandonava Shiraz i passava per Qasr-i-Zard, actuant amb prudència per evitar una emboscada d'una partida d'amirs hostils de Tabriz que pretenia interceptar-lo, acabant així temporalment el seu govern de Fars (desembre del 1364 o gener del 1365).
El seu governador a Abarquh, Jalal al-Din Turanshah el va rebre fidelment i va acceptar marxar a Kirman i esforçar-se per enderrocar l'usurpador Dawlatshah, domini que seria per Shah Shuja.

## Campanya contra Dawlatshah
Van sortir (765/1364) amb un petit exèrcit igual en nombre a la del Profeta a la batalla de Badr (313 homes). Dawlatshah els va sortir al encontra amb 4000 homes i un amir àrab de nom Mahmud (Muhammad) va portar la noticia a Shah Shuja que immediatament va sortir de Shahr-i-Babak cap a Sirjan. A la tarda els dos exèrcits es van trobar; Shuja va atacar temeràriament i va vèncer fent abundant botí. L'endemà va avançar cap a Kirman (ciutat) arribant a Dhahabad a uns 4 km de la ciutat. En arribar allí van trobar les portes tancades per Dawlatshah i es preparava per un setge però finalment fou induït per l'amir Ramadan Akhtaji a rendir-se a canvi de ser perdonat, sent garant de l'acord el wazir Khwaja Turanshah. Al dia següent Dawlashah va sortir acompanyat pels nobles i va rebre regals i robes d'honor. Però poc després Shah Shuja al·legant que Dawlashah mediatava una acta de traïció o fins i tot el seu assassinat, el va fer matar.
El fill Sultan Uways ibn Shah Shuja i l'Amir Surghatmish foren honorats i recompensats per les seves accions tot i que havien tingut un nul resultat.

## Operacions en relació amb Shiraz i els awghanis
Shuja no va tardar a intentar recuperar Shiraz i en el seu camí va rebre suports i adhesions de Nayriz i altres places per on passava, però els seus contingents awghanis i jurmes el van abandonar i afectat per una malaltia va haver d'abandonar el projecte i retornar a Kirman
La següent campanya fou a Garmsir contra els awghani que s'havien retirat a les muntanyes, esperant la oportunitat favorable per lluitar. La campanya va ser un èxit i els awghanis van quedar assetjats; van demanar ajut a Shah Mahmud. Shah Yahya i altres amirs pel seu costat va enviar ajut a Surghatmish. Shah Shuja havia estat atacat pel dolor al peu i altres dolors i va efectuar una retirada no gaire lluny d'on estaven els awghanis. Aquests van pensar que es retirava i van atacar però Shah Shuja va tornar enrere i va caure sobre ells i els va infringir una derrota completa. Molts es van sotmetre, incloent Surghatmish que s'havia refugiat junt amb Daud-i-Guri al Qara-i-Sulaymani. Da'ud, no obstant va acabar escapant a Shiraz.
Shah Yahya va sortir de Shiraz amb un exèrcit en direcció a Yadz, sent seguit de prop per Mubarakshah Aynagh. Una batalla entre ells es va lliurar a Khirama després de la qual van retornar.
Shah Yahya va enviar un emissari a Yadz per demanar la mà de la filla gran de Shah Shuja, que li fou concedida i el matrimoni es va celebrar, portant a la reconciliació de sogre i gendre.

## Conquesta de Shiraz
Shah Shuja va tornar a pensar a sotmetre Fars. A Chahar Gunbad, Shah Mansur ibn Shah Muzaffar ibn Muhammad ibn Muzaffar (germà de Shah Yahya) va sortir de Yadz per anar a jurar fidelitat al seu oncle, que el va tractar amb molts honors. Després va seguir fins a Shahr-i-Babak on va girar cap a Shiraz on Shah Mahmud ja l'esperava. Pahlawan Khurram va avançar des de Mashad per ajudar al Shah Shuja però va ensopegar amb l'exèrcit de Shah Mahmud i fou derrotat; llavors va arribar l'exèrcit de Shah Shuja que va derrotar severament al seu germà, 200 cavallers del qual (entre els millors) es van ofegar en un riu que intentaven creuar en la fugida
Shah Shuja va seguir cap a Shiraz i a Pul Basa fou altre cop atacat per Shah Mahmud el dissabte 25 de juliol de 1366; es va lliurar una gran batalla. La població de Shiraz va acordar obrir les portes a Shah Shuja i el diumenge 26 de juliol Shah Mahmud es va retirar cap a Esfahan. Imad al-Din Sultan Ahmad, el germà petit, el va abandonar i es va sotmetre a Shah Shuja, que tornava a governar Fars, on altre cop se'l va poder veure sovint a les assemblees d'estudiosos de l'Alcorà, en especial les lectures de Mawlana Qiwam al-Din Faqih Najm i va començar l'estudi de l' usul d'Ibn Hajib amb comentaris de Mawlana Adud al-Din Abdullah.
Va nomenar com a jutge (cadi) principal “el xafita més vell" Mawlana Baha al-Din Uthman Kuh-gelu'i i com a gran wazir a Qutb al-Din Sulayman-shah ibn Khwaja Mahmud. Va enviar a Mawlana Ghiyath al-Din Kini a la Meca per construir un allotjament pels pelegrins i va comprar un terreny pel que seria la seva tomba per 20.000 dinars.

## Renovació de la sobirania del califa abbàssida
El 1368/1369 va jurar fidelitat al califa abbàssida del Caire al-Qair-billah Muhammad ibn Abi Bakr al-Abbasi (probablement un error per al-Mutawakkil ala'illah Abu Abdi'llah Muhammad ibn al-Mu'tadid (1361/62-1377)

## Campanyes contra Esfahan
Després d'haver-se establert a Fars (1366/11367) va marxar cap a Esfahan. Shah Mahmud va enviar missatges amb propostes de pau i es va concloure un acord retirant-se Shah Shuja. Shah Mahmud estava casat amb Khan Sultan (filla de l'injúida Amir Kay-Khusraw ibn Shah Mahmud-i-Inju) que va escriure també a Shah Shuja oferint-li que si anava a l'Iraq Ajamita, li entregaria Esfahan i el seu marit Shah Mahmud, però que no podia perdre temps ja que s'esperava un fort exèrcit procedent de Tabriz portant a la filla de Uways ibn Hasan.
Shah Shuja novament va marxar a Esfahan i va acampar a l'exterior de la ciutat. Shah Mahmud li va enviar una delegació de ciutadans notables demanant una conciliació i oferint submissió completa. Shah Shuja va acordar trobar-se amb el seu germà i va fer un nou acord de pau retornant a Shiraz.
Durant aquell any va arrestar i empresonar a Khwaja Qutb al-Dln Sulayman-Shah, i va cegar a l'amir Ghiyath al-Din Mahmud al que va enviar presoner a Kirman. Qutb al-Din Sulayman-Shah va poder escapar de la presó i arribar a Esfahan, on fou fet wazir per Shah Mahmud.
Shah Shuja va nomenar a Shah Hasan (fill de Shah Mahmud [sic....] i a Sayyid Mu'in al-Din Ashraf de Yazd) com a wazir.
Khan Sultan, l'esposa de Shah Mahmud, que sempre havia desitjat venjar la mort del seu oncle Amir Shaykh Abu Ishaq i altres parents, va continuar complotant per la destrucció dels Muzaffàrides, i altre cop va urgir a Shah Shuja a dominar l'Iraq Ajamita; fins i tot va planejar fer passar el fill d'una mainadera pel seu propi fill; tot això ho va acabar sabent el seu marit Shah Mahmud que va ordenar que fos estrangulada.
Fou en aquest moment quan va arribar a Esfahan la filla de Uways ibn Hasan, sultà jalayírida de Tabriz, acompanyada d'un fort exèrcit que havia d'ajudar a Shah Mahmud. Una vegada va disposar d'aquest exèrcit, Shah Mahmud va marxar cap a Fars. Shah Shuja va reunir un exèrcit i li va sortir al encontre; el xoc es va produir a Chasht-khwar. Shah Shuja va confiar l'ala dreta a Sultan Ahmad (el seu germà) i l'esquerra al seu nebot Shah Mansur, reservant-se per ell el centre. La batalla va durar tot el dia, i a la nit Shah Shuja es va retirar cap a Shiraz mentre Shah Mansur amb l'ala esquerra aconseguia una victòria parcial entrant a Shiraz carregat de botí.

## Conspiració del wazir
Shah Hasan va mostrar a Shah Shuja una carta que suposadament haurien escrit Khwaja Jalal al-Din Turanshah i Husam al-Din Mahmud, on oferien a Shah Mahmud fidelitat i l'obertura de les portes de la ciutat si avançava cap a ella. Al darrere de la carta Shah Mahmud hauria escrit que arribaria en una setmana. Cridats davant Shah Shuja per respondre del document, els dos acusats van declarar que no era la seva lletra i que no en tenien coneixement. En aquell moment Shah Hasan estava absent a causa d'un fort dolor al peu i l'amir Ikhtiyar al-Din Hasan Qurchi fou enviat per esbrinar com havia arribat la carta a les seves mans i es va estendre la sospita que era una falsificació preparada per Khwaja Mahmud-i-Hajji Umar Munshi per ordre de Shah Hasan. El wazir Shah Hasan fou detingut, torturat i estrangulat i Khwaja Jalal al-Din Turanshah fou fet wazir, un lloc adequat al seu talent i virtuts. Quan les notícies d'aquests fets van arribar a Shah Mahmud va decidir retirar-se cap a Esfahan

## Nova rebel·lió a Kirman
Quan Amir Mahmud, fill d'Amir Qutb al-Din Sulayman-shah, fou enviat a Kirman, es va relacionar amb el governador, Pahlawan Asad, que era un antic amic seu i el va apartar de la fidelitat deguda a Shah Shuja. Shah Yahya també li va escriure i li va inspirar ambicions de sobirania però la presència de la “Mare de Reis” Khan Qutlugh a Kirman, el va aturar per un temps de rebel·lar-se obertament fins que una seriosa disputa va sorgir entre lluitadors i atletes de Kirman i del Khurasan en la qual Khan Qutlugh va defensar la causa dels kirmanis i Pahlawan Asad la dels khurasanis; van seguir recriminacions i queixes i Khan Qutlugh es va retirar a Sirjan. Llavors Pahlawan Asad, alleujat de la seva presència, va començar a reforçar les fortificacions. Shah Shuja en va tenir notícies però refusava creure que intentés rebel·lar-se; quan Pahlawan Asad va acabar de posar la ciutat en estat de defensa va començar a reclutar un exèrcit. Tot i que Shah Shuja va exhortar als seus fills a evitar disputes, el fill gran Sultan Uways, que era a Shiraz, es va reunir amb la tribu dels awghanis i va forjar una carta falsa en nom del seu pare dirigida a Pahlawan en la qual l'intimava a rendir Kirman al propi Sultan Uways. Fins i tot va començar a avançar amb els awghanis cap a Kirman però considerant que la seva acció estava condemnada al fracàs va abandonar l'exèrcit i es va dirigir a Esfahan amb el seu oncle Shah Mahmud (1374).
Això va augmentar la disposició de Pahlawan que va procedir a assetjar Lakan, el castell de vigilància de Qala-i-Kuh, fins que va rendir la fortalesa i va detenir als agents de la walidat al-Salatin (la sultana mare) forçant-los per tortura a revelar les places on es guardava el tresor; Khwaja Muhammad Ulya-abadi fou carregat de cadenes i se li van confiscar tots els bens i finalment fou assassinat; també va fer enverinar a Khwaja Shams al-Din Muhammad, anomenat al-Zahid ("l'Ascetic") i també li va confiscar les propietats; en general va començar a oprimir al poble causant un enrenou fins al punt de que Kirman ja no va recuperar la seva prosperitat en força temps.
Shah Shuja, assabentat del que passava, va enviar a Farrash Hajji Baha al-Din a Esfahan per reconciliar-se amb els seus germans i una vegada això fou obtingut va marxar cap a Kirman a través del Garmsir, per Jiraft i Bam, on va saber pel guardià Amir Husayn, detalls de la revolta de Pahlawan Asad i la tirania que comportava. Shah Shuja va avançar ràpidament cap a Mahan i va arribar a la vista de la ciutat de Shah-abad, a menys de 5 km de la ciutat de Kirman. Aqui es va lliurar una ferotge batalla en que Shah Mansur i el seu oncle Xah Sultan Abu Yazid amb els seus cavallers van atacar per travessar per un pont cap a la porta Darwaza-i-Saadat ("Porta de la Felicitat") i van entrar a la ciutat; però Shah Shuja que temia que fossin ferits, els va ordenar retirar-se i va encarregar al seu germà Imad al-Din Sultan Ahmad de reduir la plaça per setge mentre ella mateixa tornava a Shiraz. Sultan Ahmad es va aturar uns dies a Zarand (uns 50 km al nord-oest de Kirman) on se li van unir molts desertors de l'exèrcit de Pahlawan.
Shah Yahya, al costat dels rebels, va demanar reforços a Khwaja Ali Mu'ayyad Sabzawarí, que li va enviar un centenar d'homes manats pel sabardàrida Pahlawan Ghiyath-i-Tuni. Com que Shah Yahya anava curt de diners per pagar aquesta tropa la va enviar a Pahlawan Asad, que com que temia desercions al seu exèrcit no s'atrevia a posar el peu fora de la ciutat.
Sultan Ahmad va acampar al sud de Mahan on se li va unir Amir Muhammad Jurma'i i els seus amirs, que havien forçat el camí per sortir de la ciutat. Aviat el setge va esdevenir més rigorós i la ciutat va acusar la manca de provisions. Finalment es va concedir als pobres el permís per sortir de la ciutat però molts van morir i la resta es va dispersar. Després de vuit mesos de setge, Sultan Ahmad fou cridat a Shiraz i la direcció del setge fou encomanada a Pahlawan Khurram, que va convèncer a Pahlawan Asad de rendir-se. Els dos homes es van trobar a la ciutat, al Qasr-i-Humayun, i es va acordar que Pahlawan Asad havia d'enviar al seu germà Pahlawan Muhammad ibn Tughanshah i un dels seus fills a Shiraz com hostatges i havia de rendir la ciutadella a les forces de Shah Shuja en concret a Pahlawan Ali-Shah Marniyani i els seus cent homes. El setge de Kirman havia començat el 5 de març de 1374 i havia acabat als primers dies de desembre del mateix any (deu mesos i vint dies). La situació va romandre a l'espera.
Hi havia un passatge secret entre la ciutadella i el Palau i Pahlawan Ali Shah va subornar a alguns dels guardians i va arribar a Palau i va matar a Pahlawan el 16 de febrer de 1375; el cap de Pahlawan Asad fou enviat a Shiraz. Shah Shuja va nomenar a Amir Ikhtiyar al-Din Hasan Qurchi com a governador de Kirman que fou un governant just i clement i va poder restaurar en bona part la prosperitat.

## Mort de Shah Mahmud
El març del 1375 Shah Shuja va saber que Uways ibn Hasan, jalayírida de Tabriz, havia mort. El 18 de març de 1375 va saber també que Shah Mahmud (38 anys i mig) havia mort i que les dues faccions d'Esfahan (Du-danga i Chahar-Danga) estaven lluitant entre elles; la primera afavoria l'entrega del país a Uways com a qaim-maqan i la segona demanava un sobirà propi. Shah Mahmud havia governat la ciutat i regió durant disset anys, dels quals dos anys a més va governar a Fars. Shah Shuja va començar rebent missatges de la fortalesa de Tabarak (a Esfahan) i d'altres llocs que l'urgien a fer el possible per anar a Esfahan

## Campanya de l'Azerbaidjan
En apropar-se a la ciutat es va trobar amb el seu fill Sultan Uways junt amb molts dels amirs i nobles de Shah Mahmud i va prendre possessió d'Esfahan sense oposició. Sultan Uways poc després va caure el seu cavall i es va trencar la cama. Shah Shuja va continuar els preparatius per progressar en direcció a Tabriz i va reunir un exèrcit de 12.000 homes. Va avançar a través de Jarbadhakan (Gulpayagan) i Qazwin. Al primer lloc va rebre adhesions i reforços, però en el darrer va trobar resistència. Després va atacar la ciutat i la va agafar a l'assalt, però va frenar les seves tropes impedint saquejos, amenaçant de mort a qualsevol qui cometés aquesta ofensa. Després va avançar cap a Jurma-khwaran, quan el sultà Husayn ibn Uways, fill d'Uways ibn Hassan, es va oposar al seu avanç amb 24.000 cavallers, però Shah Shuja els va derrotar (3 d'octubre de 1375) i va capturar dos dels seus líders, Abdu'l-Qahir i Pahlawan Hajji Khar-banda, als qui va enviar a Fars i Esfahan junt amb el missatge anunciant de la seva victòria. Després va anar a Tabriz que va ocupar sense més dificultats i va enviar a Shah Mansur amb 20.000 cavallers a la regió del Karabakh, a Amir Faraj a Naxçıvan, a Amir Isfahan-shah ibn Sultan Shah Jandar a Awjan i a altres amirs a altres parts de l'Azerbaidjan.
Shah Shuja va estar a Tabriz per dos o tres mesos; estant allí dos caps nòmades de noms Shibh Da'ud i Umar Jubdasti van acordar atacar Awjan amb els seus seguidor i expulsar a l'amir Isfahan shah ibn Sultan Shah Jandar, aprofitant que Sultan Husayn ibn Uways estaba prop amb 10.000 cavallers. El pla va tenir èxit i Isfahan-shah fou capturat i els seus soldats morts o dispersats; els soldats sobrevivents van arribar a Tabriz. Shah Shuja tot i la neu i el dolor al peu del que patia feia temps, va pujar a una llitera i es va retirar a Qazwin on la població li va manifestar hostilitat però no es va aturar i va seguir fins a Kashan on als pocs dies se li va unir Shah Mansur i altres amirs que havien estat dispersats en diversos llocs i direccions, mentre corrien rumors que Shah Husayn ibn Uways estava a punt d'arribar. En realitat dos mesos més tard va arribar des de Bagdad a Tabriz i llavors es va negociar amb Shah Shuja; a canvi de l'alliberament dels nobles de Tabriz fets presoners pel muzaffàrida, el jalayírida va alliberar a Amir Isfahan-shah. Com a part de l'acord La filla del difunt Sultan Uways ibn Hasan fou donada en matrimoni a Sultan Mujahid al-Din Zayn al-Abidin Ali, fill mitjà de Shah Shuja, que fou nomenat governador d'Esfahan, mentre ell es va dirigir a Fars acompanyat per diversos capitans i nobles de l'Iraq Ajemí.

## Campanya de Yadz
Enfadat amb Shah Yahya per l'ajuda que havia donat a Pahlawan Asad, va enviar una força contra ell a Yadz. Però Shah Yahya va persuadir l'exèrcit atacant de no iniciar cap acció sense donar-li temps de comunicar amb Shiraz per oferir la seva submissió i quan es van confiar va fer una sortida sobtada i els va derrotar obtenint molt de botí. La resta de l'exèrcit va fugir cap a Shiraz on Shah Shuja va decidir anar-hi en persona per prendre revenja de Shah Yahya. Però Shah Mansur (germà de Shah Yahya, nebot de Shah Shuja) el va convèncer d'anar-hi ell personalment al seu lloc.
Shah Yahya es va adonar que aquest exèrcit no es retiraria sense posar fi a ell i va enviar a la seva mare (comuna del assetjador i assetjant) a intercedir per ell; fou reeixida en la mediació entre els dos germans; al saber-ho els soldats es van dispersar en diverses columnes cap a Shiraz quedant a Yadz només Shah Mansur i els seus seguidors més propers. Shah Yahya va intentar convèncer el seu germà d'anar al Mazanderan i reclutar allí un exèrcit que permetés a Shah Mansur realitzar els seus projectes, però no li va permetre entrar a la ciutat de Yadz. Finalment Shah Mansur va anar al Mazanderan i Shah Shuja va decidir que havia d'anar a Yadz en persona.
Va arribar a Yadz amb un fort exèrcit. Aquesta vegada la filla i la germana gran de Shah Shuja van intercedir pel jove Shah Yahya i el seu fill encara mes jove Sultan Jahangir, van reeixir en calmar al furiós sobirà induint-lo a retirar-se a Shiraz.
El 1378/1379 Shah Husayn ibn Shah Muzaffar ibn Muhammad ibn Muzaffar, el germà petit de Shah Yahya, va arribar a Shiraz i fou ben rebut pel seu oncle Shah Shuja que el va nomenar qaim-maqan (virrei) de Shah Mansur (germà de Shah Yahya)

## Primera campanya de Sultaniya
El 1380 Shah Shuja va sortir cap a Sultaniya on un amir de nom Sariq Adil (Adil Agha) havia reunit un exèrcit i pretenia usurpar el poder suprem però l'exèrcit muzaffàrida, reclutat a Fars, Iraq Ajemí i Luristan, fou dispersat i ell mateix va caure del cavall; rodejat per alguns fidels guàrdies de corps va poder seguir combatent a peu dret fins que Malik Bawarchi, un dels seus oficials, li va donar la seva pròpia muntura. Un altre oficial, Akhi Kuchuk, anomenat "l'heroi de l'època", va aturar el pànic i va reagrupar deu mil o quinze mil homes; un grup tenia presoners a un porta estendards i alguns timbalers enemics i Shah Shuja ho va considerar un bon auguri i va ordenar cridar victòria; en sentir-ho i veure els trofeus en mans de les forces muzaffàrides, la gent de Sariq Adil van entrar al seu torn en pànic i es van desbandar i fugir cap a Sultaniya que no era gaire lluny i que fou ocupada per Shah Shuja. Adil Agha i els seus amirs es van refugiar a la ciutadella i van demanar la pau. Shah Shuja va acceptar i es va signar un tractat; es van oferir regals valuosos a Shah Shuja que va rebre a Sariq Adil amb honors deixant-li la possessió de la ciutat i retornant amb el seu exèrcit a Shiraz.

## Fets importants
Mentre passava tot això van passar altres coses rellevants:
Sultan Zayn al-Abidin, al que s'havia concedit el govern d'Esfahan, era jove i ignorant i va negligir els seus deures cap al poble, per la qual cosa fou destituït, i va acabar empresonat (breument) i Pahlawan Khurram nomenat governador al seu lloc; aquest va morir un temps després i fou substituït per Pahlawan Muhammad Zayn al-Din. Però finalment vers el 1380 Sultan Zayn al-Abidin fou perdonat i restaurat com a governador.
Sultan Uways, fill de Shah Shuja, es va posar malalt i va morir.

## El nou domini de Khuzestan i els atacs al Luristan
Pir Ali Badak, un dels caps de la noblesa d'Hamadan, va fugir a Shiraz on fou ben rebut per Shah Shuja i enviat al Khuzestan, regió que va sotmetre. Va designar com a governador amb seu a Shushtar al seu naib (ajudant), Islam, i ell mateix va anar a Bagdad on havia estat cridat pel rebel príncep jalayírida Shahzada Shaykh Ali ibn Uways i va encunyar moneda en nom de Shah Shuja i va llegir la khutba en el seu nom. En aliança amb aquest príncep jaliyírida Badak es va enfrontar al sultà Ahmad ibn Uways, però un temps després (1282) l'exèrcit d'ambdós fou derrotat pels kara koyunlu i van morir, quedant Bagdad en mans d'Ahmad ibn Uways.
Shah Mansur, el nebot de Shah Shuja, que havia anat al Mazanderan vivia a la zona com un fugitiu; es va presentar a Sultaniya i va oferir els seus serveis a Adil Agha; però aquest, reclamant ser lleial a Shah Shuja, el va arrestar i empresonar; poc després no obstant fou alliberat i va poder anar a Bagdad on Ahmad ibn Uways el va rebre favorablement tot i que no obstant dubtava de la seva sinceritat. Aquests fets foren coneguts per Islam, el governador de Shushtar, que en va informar a Shah Shuja. Aquest va enviar un petit contingent a Shushtar manat per Pahlawan Ali Shah Marniyani, que quan va poder agafar el control va decidir pel seu compte expulsar a Islam, però el complot va fracassar i ell mateix fou mort. Ahmad va enviar poc després a Shushtar a Shah Mansur on va poder entrar mercès el suport de certs xeics locals; però quan va tenir el poder va eliminar els seus possibles rivals i va començar a fer incursions a Luristan, matant i saquejant a la població de la zona.
L'atabeg del Luristan, Pashang es va queixar a Shah Shuja i li va demanar l'enviament d'un exèrcit que pogués ocupar Shushtar i Khuzestan. Al mateix temps que l'ambaixador lur, també va arribar a la cort de Shah Shuja un ambaixador de Bagdad, que en nom d'Ahmad ibn Uways es queixava que Sariq Adil Agha havia col·locat en el tron a Sultaniya a Baiazid ibn Uways, germà petit d'Ahmad, el que provocava la guerra civil entre els germans. Shah Shuja va atendre als dos ambaixadors i va prometre marxar a Sultaniya amb un exèrcit i al seu retorn, anar a Shushtar per atendre la petició de Luristan passant també pel Petit Luristan o Lur-i-Kučik.

## Segona campanya de Sultaniya
Shah Shuja va sortir de Shiraz cap a Sultaniya acompanyat del seu fill Sultan Shibli, que generalment el seguia dues o tres etapes al darrere. A Bauda va intentar revisar l'exèrcit abans que el seu pare i alguns caps en van informar a Shah Shuja exagerant l'actitud del príncep i alertant que semblava que tenia intencions rebels i que podria estar aliat a l'amir Muzaffar al-Din Salghar-shah Rashidi. Shah Shuja es va alarmar i el maig del 1383 va arrestar als dos homes i els va empresonar a Shibli al castell d'Iglid i a Salghar-shah a la ciutadella. Un dia que Shah Shuja estava begut se li va ocórrer ordenar a Amir Ramadan Akhtaji i Khwaja Jawhar-i-Kuchak d'anar al castell i cegar al príncep; l'endemà Shah Shuja es va penedir i va enviar un missatge a revocar l'ordre, però el missatger va fer tard.
Aquesta cruel acció, a més, li va portar mala sort, ja que Khan Qutlugh "la Mare de Reis" va morir per aquests dies, i Shah Husayn, el germà de Shah Yahya i Shah Mansur i nebot de Shah Shuja, també va morir en aquesta campanya de Sultaniya. Shah Shuja va avançar cap a Sultaniya i quan va arribar a Qazwin, el sultà Baiazid i Sariq Adil van sortir al seu encontre i el van rebre amablement. El porta estendard Amir Yaqub-shah, fou enviat al sultà Ahmad ibn Uways i la pau es va concloure entre els dos germans. Shah Shuja va eliminar Sariq Adil del seu lloc, i va tornar a Shiraz. Adil Agha va entrar poc després al servei de Tamerlà.

## Campanya del Khuzestan
A la tornada de Qazwin, Shah Shuja va enviar el seu exèrcit al Petit Lur (Lur-i Kučik), a Khurramabad, on va acampar sota la ciutadella i va rebre la fidelitat de Malik Izz al-Din Husayn, la filla del qual Shah Shuja va demanar en matrimoni. L'enllaç es va celebrar dirigit per Mawlana Sad al-Din Anasi, i la celebració va durar quatre dies. Tot seguit Shah Shuja va marxar per una ruta difícil i per les muntanyes fins a Dizful i Shushtar; l'exèrcit va patir molt pel fred (era hivern) però va arribar finalment a Shushtar en un moment d'intensa pluja que va durar uns quants dies fins que finalment el temps es va aclarir. Finalment va arribar l'atabek Shams al-Din Pashang mentre que per l'altre costat del riu on estava Shah Shuja va arribar Shah Mansur, amb 500 o 600 homes ben equipats; allí van restar les dues parts una setmana, ja que el riu baixava amb massa cabdal per ser creuat. Es van produir converses de pau; Shah Shuja estava a un costat del riu i Shah Mansur a l'altra i això fou el més prop que els dos homes van estar. Finalment Shah Shuja es va retirar prometent a l'atabek que enviaria un exèrcit des de Shiraz sota el comandament de Sultan Baiazid ibn Uways per reforçar-lo i va marxar a Shushtar per la via de Kuh-Gayluya. Shah Shuja va tornar a Shiraz, mentre l'atabeg tornava a Idaj (moderna Malamir). Durant el camí Faraj Agha va desertar l'exèrcit de Shah Shuja i se'n va anar a Shushtar passant al servei de Shah Mansur.

## Darrers dies de Shah Shuja
Quan Shah Shuja va arribar al Shulistan, hi va restar uns dies de festa, però va caure malalt i es va dirigir cap a Shiraz on es va trobar amb les dones de la cort que havien vingut des d'Esfahan. Shah Shuja es va dedicar a l'orgia i la beguda i no va parar fins que la malaltia es va agreujar seriosament i es va haver de posar al llit. Els metges van quedar desconcertats amb els símptomes i Shah Shuja finalment va quedar convençut que es moriria i van començar el preparatius pel seu funeral i enterrament.
Els amirs i la població estaven dividits en dos faccions hostils una amb l'altra: una que preferia com a successor al fill Zayn al-Abidin Ali i una altra que preferia al germà Ahmad ibn Kutb al-Din Mubariz Muhammad. Shah Shuja va fer cridar al seu fill Zayn al-Abidin,el va designar com a hereu i li va donar uns consells sobre concòrdia i unitat entre la família. Zayn al-Abidin es va emocionar molt per això i per la imminent mort del seu pare i al sortir de la cambra Shah Shuja va cridar al seu germà Ahmad i els dos homes van plorar junts; el sultà va fer un sermó similar al seu germà al qual va concedir el govern de Kirman on aniria immediatament per agafar el control i li va demanar que no es deixés arrossegar a cap revolta contra Zayn al-Abidin ni es deixés influir per caps que volien crear divergències; li va donar alguns altres consells sobre el seu comportament i sobre el que hauria de vigilar i evitar. Els consells sobre el govern de Kirman i de Bam i el tracte a les tribus i altres matèries van seguir. El mateix dia Sultan Ahmad va sortir de Shiraz cap a Kirman. Després Shah Shuja va escriure una carta a Tamerlà en què li anunciava que Zayn al-Abidin era el seu successor i li encomanava l'hereu així com els seus altres fills i germans al favor del gran conqueridor.
Shah Shuja va morir el 9 d'octubre de 1384 i fou enterrat al peu de la muntanya de Chil Magam a Shiraz segons el desig que havia expressat. Tenia cinquanta-tres anys i tres mesos i havia regnat vint-i-set anys.
Només morir el país va quedar dividit; Esfahan i Yadz tenia com a governador a Shah Yahya; Ahmad havia arribat a Kirman i assolit el govern mentre que Zayn al-Abidin Ali va recollir la successió a Fars on mai es va poder imposar definitivament.